# Spartaco Lavagnini
Spartaco Lavagnini (Fattoria Le Capezzine, 6 septembre 1889 - Florence, 27 février 1921) est un syndicaliste et un militant communiste italien. 

## Biographie
Spartaco Lavagnini, militant du parti socialiste italien et précurseur du "tournant" communiste, secrétaire régional du syndicat des cheminots et directeur du périodique florentin Azione Comunista, fut tué par les "escadrons" (squadristi) fascistes en représailles à l'attaque anarchiste contre un cortège formé le 27 février 1921 pour l'inauguration des Fasci d'avanguardia dans lequel l'étudiant Carlo Menabuoni et le carabinier Antonio Petrucci avaient trouvé la mort. En réponse, les fascistes abattirent le même jour le cheminot socialiste Gino Mugnai, coupable de ne pas avoir enlevé son chapeau au passage du wagon transportant le carabinier à l'hôpital, et quelques heures plus tard, les escadrons fascistes attaquent le siège de l'Association communiste des invalides de guerre, où ils trouvent Spartaco Lavagnini - totalement étranger aux événements - qui est abattu.
Il était le troisième de quatre frères et sœurs, fils du chirurgien Vittorio, né à Scansano (Grosseto) et d'Angelina Tramonti, née à Trequanda (Sienne). À sa naissance, son père, déjà médecin à Scansano, était professeur de sciences naturelles à l'Institut agricole situé dans la ferme Capezzine (Cortona, hameau de Barullo). Après avoir obtenu un diplôme de comptable à Arezzo, il débute en 1907 comme employé des chemins de fer et adhère à la Confédération générale du travail (CGdL). En 1910, il s'installe à Florence, où il commence ses activités syndicales et politiques. En 1914, il est élu membre du comité exécutif de la fédération de Florence du PSI. Strictement opposé à la ligne officielle du PSI "ni adhésion ni sabotage", il collabore en 1915 à l'hebdomadaire La Difesa de la Fédération florentine du PSI sur des positions anti-interventionnistes et révolutionnaires, liées à l'aile gauche de la Conférence de Zimmerwald, suivant passionnément la ligne de Karl Liebknecht.
En raison d'une grave maladie invalidante de son père, la famille déménage à Florence en 1915. En 1917 et 1918, il est rédacteur de La Difesa et dans un de ses ouvrages de juillet 1917, il exprime clairement des positions internationalistes, demandant le détachement du PSI des positions des socialistes centristes. En 1920, il est élu secrétaire régional toscan du syndicat des cheminots grâce à ses compétences exprimées dans la lutte syndicale.
Il a épousé Gioconda Vanni, employée d'une maison d'édition, qui est décédée le 13 juillet 1957, et dont le corps repose à côté de celui de son mari dans le Cimetière de Trespiano (FI).
Après la Première Guerre mondiale, il participe aux émeutes contre les caravanes de l'été 1919 (en Toscane, rappelées sous le nom de "Bocci-Bocci") en pensant, et en agissant en conséquence, à la possible issue révolutionnaire d'une situation aux caractéristiques insurrectionnelles. Il prépare et organise la grève générale internationale des 20-21 juillet 1919, planifiée par les socialistes et les travaillistes italiens, britanniques et français, avec d'autres organisations de divers pays européens, contre l'agression militaire visant les nouvelles républiques communistes nées dans l'après-guerre en URSS et en Hongrie, et contre le Traité de Versailles. La grève ne réussit que dans certains pays et, en Italie, le syndicat des cheminots (le SFI, dirigé à Florence par Lavagnini) se retire de l'initiative ; un retrait qui est accompagné à contrecœur par Lavagnini lui-même.
À la veille de la fondation du Parti communiste italien, il affirme dans les colonnes de La Difesa : "Le Parti communiste seul sera en mesure de conduire le prolétariat vers son destin inévitable". Il adhère immédiatement à la nouvelle formation de gauche et fonde "L'Azione Comunista", un hebdomadaire de la Fédération florentine dont il dirige 5 numéros jusqu'au 27 février 1921, jour de son assassinat par les fascistes.
En fin d'après-midi, un groupe de squadristi entre au numéro 2 de la via Taddea (siège du syndicat des cheminots, de la Ligue prolétarienne des amputés, invalides et vétérans de guerre, de la Fédération communiste provinciale et de la rédaction de l'Azione Comunista) et tire quatre coups de feu à bout portant sur Spartaco Lavagnini, les deux premiers dans la tête, un autre dans la poitrine, le dernier dans le dos. Lavagnini travaillait au prochain numéro de l'hebdomadaire et ses camarades, les jours précédents, avaient essayé de le dissuader de se rendre au travail car il avait été bien identifié par les fascistes, en tenant compte également de son action soutenue. Quelques jours plus tard, dans L'Ordine Nuovo d'Antonio Gramsci, un hommage est rendu au militant antifasciste avec ces mots : "Spartaco Lavagnini, tombé comme leader, à son poste, a peut-être fait plus pour l'idée à laquelle il croyait, a peut-être enseigné plus de choses au peuple avec sa mort, que quiconque ne pourrait jamais en enseigner avec des mots".
Les cheminots, dès que la nouvelle de la mort de Spartaco Lavagnini s'est répandue, bloquent les trains aux gares de Rifredi, Campo di Marte et San Donnino, deux comités d'agitation se forment, en accord avec la Chambre du travail de Florence, qui étendent la grève à toute la province.
La situation insurrectionnelle et l'affrontement ouvert avec les fascistes, soutenus par les forces répressives de l'État, dans Florence, commencent en réponse à la destruction du siège du journal socialiste La Difesa le 26 février par les squadristes et se poursuit jusqu'au 3 mars, s'étendant de la ville aux villes voisines, Scandicci, Empoli, Bandino, Bagno a Ripoli, Ponte a Ema, avec des barricades et une résistance massive. À Florence, la résistance est particulièrement vive dans les quartiers de San Frediano et de Santa Croce. Ce n'est pas pour rien que cette situation florentine est liée à la période où le Front uni Arditi del Popolo, les Formations de défense du prolétariat, entre en action. Le 1er mars, les fascistes, sans même que la force publique soit présente pour intervenir, entrent dans le siège de la Chambre du travail de Florence, le dévastent, puis se dirigent vers le siège de la FIOM, place Mentana, et font de même.

## La mémoire
Pendant la Résistance, une brigade d'assaut garibaldienne a été nommée Spartaco Lavagnini, avec le commandant Fortunato Avanzati sous le nom de bataille Viro, dans laquelle jouait le rôle de « raider » et de « bélier » (on avait réquisitionné une voiture blindée) le marquis Gianluca Spinola, commandant de la "petite bande d'Ariano" formée de deux prolétaires, anciens soldats, dont l'un, Vittorio Vargiu, était l'accompagnateur de Spinola, et de deux nobles d'ancienne lignée. Un bataillon a également été nommé d'après Spartaco Lavagnini en septembre 1943 dans la Valnerina en Italie centrale, le premier noyau de ce qui est devenu la Brigade Garibaldi Antonio Gramsci.
Sont dédiés à Spartaco Lavagnini : une avenue à Florence, une place à Sesto Fiorentino, une rue à San Giovanni Valdarno (Ar) et une rue à Grosseto, où vivent les enfants de sa sœur cadette, Brunetta, morte en 1997. Une plaque dans la Via Taddea à Florence rappelle son assassinat.

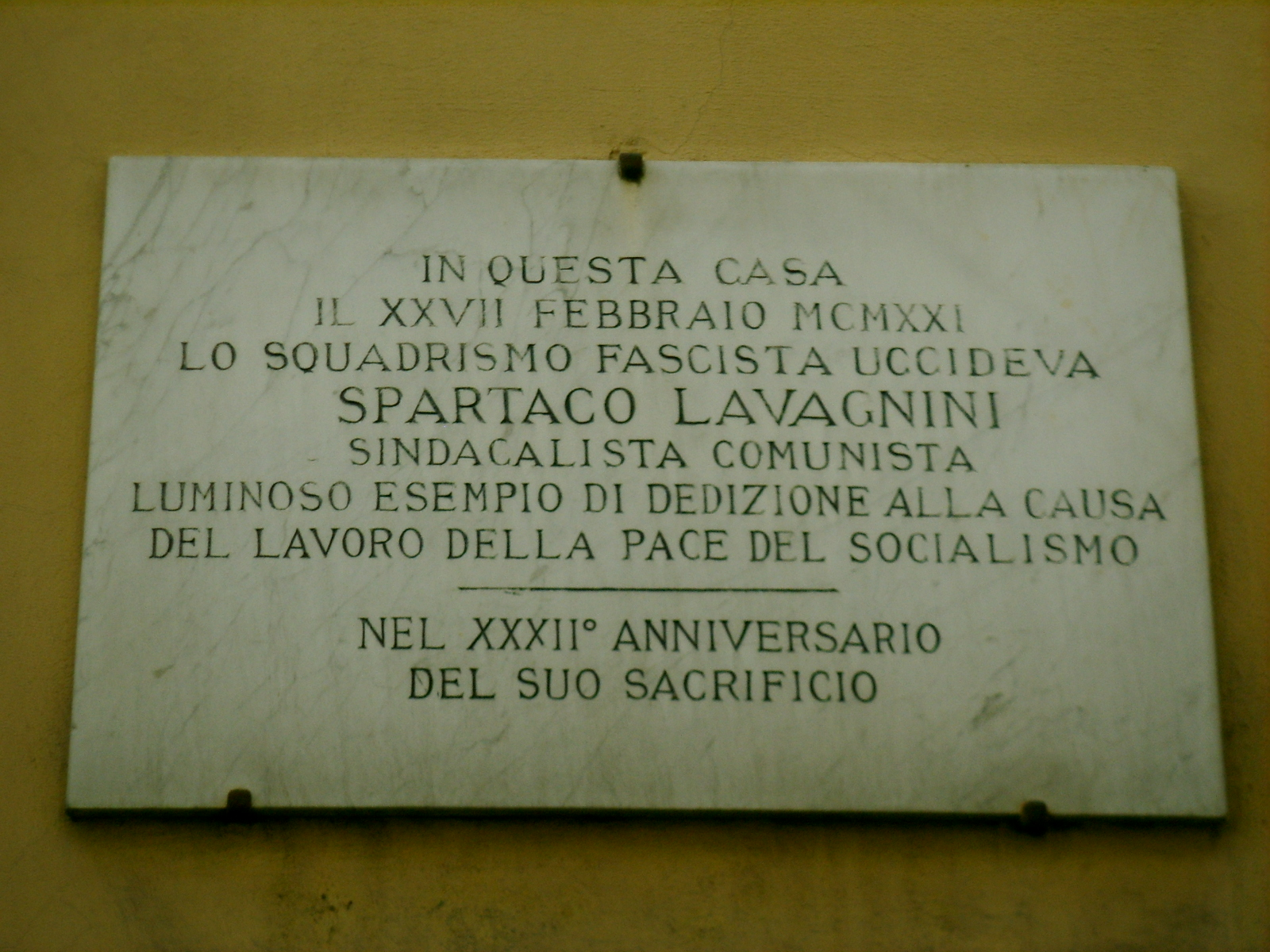
Plaque, rue Taddea à Florence.
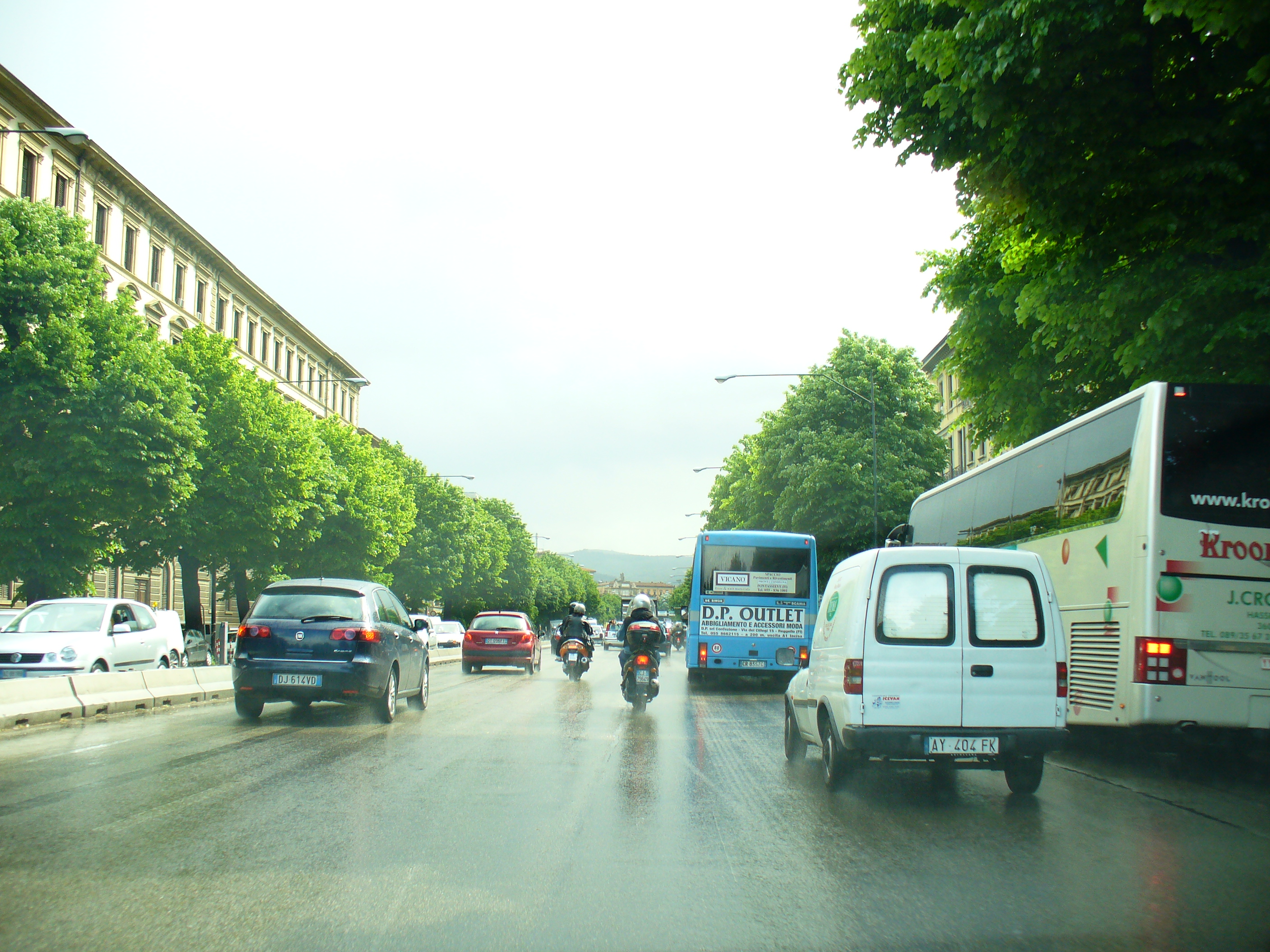
Avenue Spartaco Lavagnini à Florence.